# Senter for nordlige folk

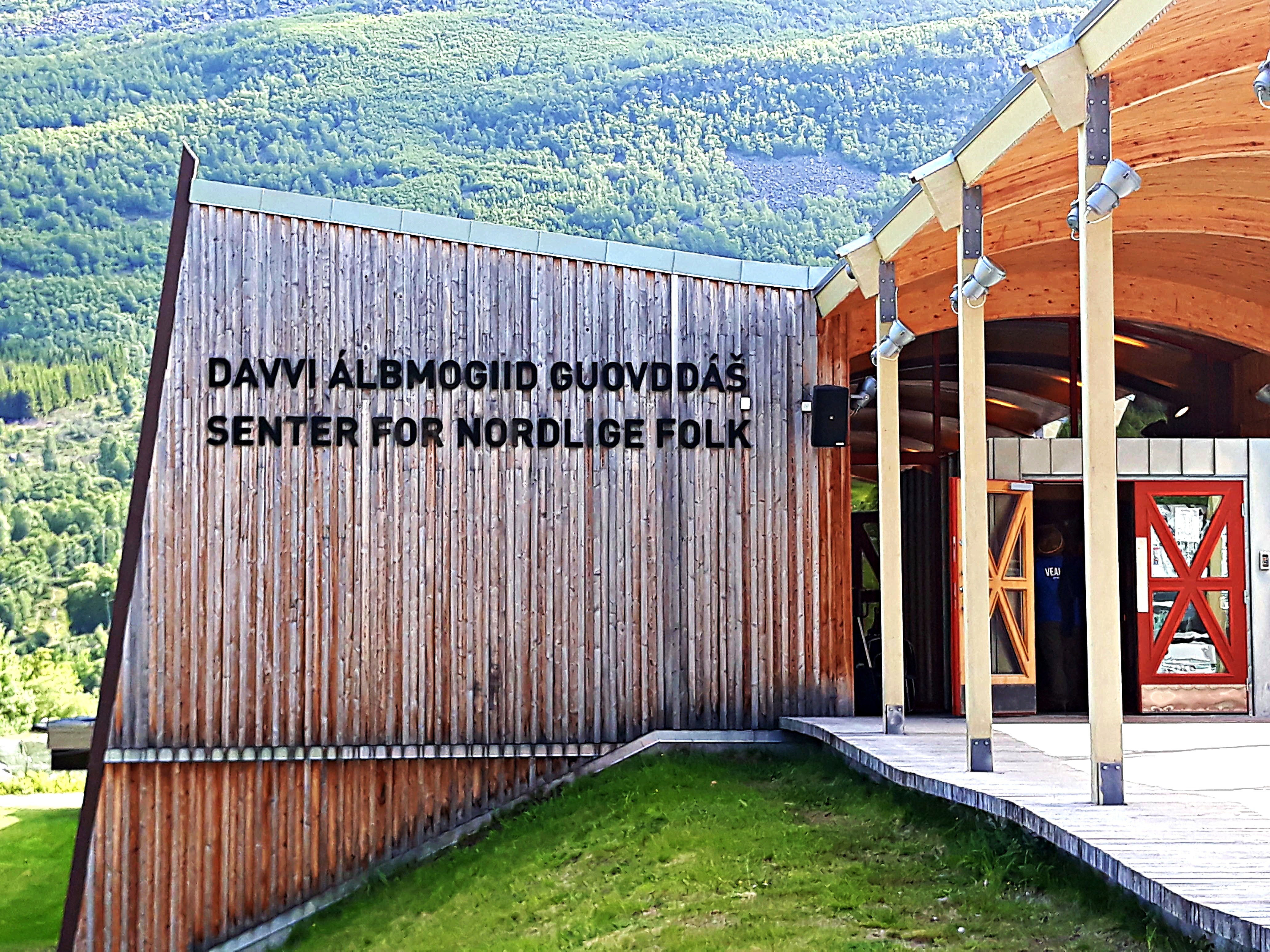
Senter for nordlige folk
Foto: Kimberli Mäkäräinen.

Senter for nordlige folk/Davvi álbmogiid guovddáš är ett norskt samiskt kulturhus som arbetar med att tillvarata, utveckla och främja samiska, urfolks- och nordliga folks kulturer med utgångspunkt i den sjösamiska kulturen.
Senter for nordlige folk ligger i Samuelberg i Manndalen i Kåfjords kommun i Troms fylke. Dess primära uppgift att svara för kulturproduktoner och -förmedling samt  drift av museet Samtidsmuseet for nordlige folk. 
Centret, som har en yta på 2 500 kvadratmeter, är också värd för andra institutioner, bland andra:
- det internationella urfolksevenemanget Riddu Riđđu-festivalen i juli månad varje år, vilken hålls i ett festivalområde invid Manndalsälven vid centret
- Samisk språksenter, som är en pedagogisk institution under Kåfjords kommun, som ger utbildning i samiska och utvecklar läromedel
- Samisk bibliotektjeneste for Troms, som hjälper biblioteken i Troms fylke att förmedla litteratur på samiska och samisk kultur
- En kontorsenhet för kulturvård inom kansliet för Sametinget i Norge
- NRK Sápmis redaktion för Nord-Troms
- Ett filialkontor för Kåfjords kommun för Nord-Troms Museum

Senter for nordlige folk får finansiella bidrag av Sametinget och Troms fylkeskommune. Det drivs i aktiebolagsform och ägs av Sametinget (30 %), Troms fylkeskommun (30 %), Kåfjords kommun (20 %) och Riddu Riđđu Festivála AS (10 %) och privatpersoner (10 %). Sentret har fyra heltidsanställda. Centret hade 2013 en omsättning på 5,5 miljoner norska kronor.